# Джон До
Джон До (англ. Jon Dough, настоящее имя Честер Анушак (англ. Chester Anuszak), 12 ноября 1962 — 27 августа 2006) — американский порноактёр, снимавшийся с 1985 по 2006 год; лауреат премий AVN Awards и XRCO Award, член залов славы AVN и XRCO.

## Биография
Вырос в Ланкастере, штат Пенсильвания. Когда ему было восемь лет, бойфренд его матери начал сексуально злоупотреблять Джоном и его младшим братом. В возрасте 15 лет Джона отправили жить к дяде. После окончания колледжа Джон переехал в Лос-Анджелес, где первоначально пытался пробиться в мыльные оперы. Однако, фотосессия в Hustler быстро привела к стабильной работе в индустрии для взрослых.
Первым фильмом, в котором снялся Джон, была короткая «петля» Лэнса Кинкайда (Lance Kinkaid) в 1985 году. В 1999 году Вивиан Валентайн получила синяк под глазом после удара Джона во время съёмок фильма Rough Sex для Anabolic Video; однако она сказала: «у меня нет сожалений или плохих чувств по этому поводу».
Как Джон До или под другими сценическими именами, он снялся почти в 1100 видео для взрослых и срежиссировал 71 видео (согласно данным IAFD). Одним из его самых примечательных достижений было участие в групповом сексе со 101 женщиной, а также первый DVD, опубликованный издателем журнала для взрослых Hustler.
Был женат дважды — на порноактрисе Деидре Холланд, с которой позже развелся, и на порноактрисе Моник ДеМон (Monique DeMoan), с которой в августе 2002 года у Джона родилась дочь.
27 августа 2006 года, в Чатсуорте, Калифорния, он совершил самоубийство через повешение. Ему было 43 года. Моник ДеМон обнаружила его тело в шкафу в их доме. Впоследствии ДеМон покинула индустрию и воспитывает их дочь в неизвестном месте. В интервью с Луи Теру (Louis Theroux) в 2012 году она назвала в качестве катализаторов обострения депрессии Джона и возможных причин суицида его борьбу с долговременной наркоманией и неприбыльность порнобизнеса.
Джон был лучшим другом порноактёра Рэнди Спирса, пришедшим в бизнес примерно в то же время. Спирс сказал о Джоне, что он был ему «как брат». После смерти Джона, Спирс создал мемориальный фонд на MySpace, чтобы оплатить расходы на похороны.

## Премии
- 1991 XRCO Award — лучший актёр (Brandy & Alexander)[15]
- 1992 AVN Award — лучший актёр второго плана, фильм (Brandy & Alexander)[16]
- 1993 XRCO Award — лучший актёр, сольное исполнение (New Wave Hookers 3)[17]
- 1994 XRCO Award — исполнитель года[17]
- 1995 AVN Award — исполнитель года[16]
- 1995 AVN Award — лучший актёр второго плана, фильм (Sex)[16]
- 1995 XRCO Award — лучший актёр, сольное исполнение (Latex)[17]
- 1996 AVN Award — лучший актёр, видео (Latex)[16]
- 1997 AVN Award — лучший актёр, видео (Shock)[16]
- включён в зал славы AVN[18]
- включён в зал славы XRCO[19]